# Голос (петербургская газета)
«Го́лос» — политическая и литературная газета, выходившая в Санкт-Петербурге ежедневно с 1863 года по 1—1,5 листа, а с 1875 года по 1,5—2 листа, прекратилась в 1883 год; издатель-редактор А. А. Краевский.

## История
По своей распространенности и влиянию «Голос» занимает исключительное положение в истории русской журналистики. Имея в начале издания до 4000 подписчиков, «Голос» расходился в 1877 году в 22 632 экземплярах, а под конец своего существования — в ещё большем объёме. Рост газеты виден из некоторых цифр её бюджета: в 1867 году расход на бумагу составлял 11 160 руб., гонорар сотрудникам 24 070 руб.; в 1877 году расход на бумагу — 99 188 руб., гонорар — 109382 руб.
Задачей «Голоса» было служить практической разработке новых реформ; он высказывался «за деятельную реформу» и «против скачков и бесполезной ломки». «Мы, — заявляла редакция, — не расходимся с основными положениями науки, но уважаем и историческое начало. Мы не вдаёмся в теоретические увлечения… Мы не хотим льстить правительству, но не желаем льстить и народу, не желаем заискивать и в среде нетерпеливцев». Его охранительное направление значительно ослабело со вступления в 1871 году в редакцию В. А. Бильбасова, работавшего в качестве фактического редактора до прекращения газеты. В сфере экономической особенно близки были для «Голоса» интересы промышленности и торговли. В деле образования газета была против исключительности классицизма и требовала для средней школы самостоятельного значения не только в качестве перехода к университету. В общем «Голос» являлся представителем либеральной буржуазии и капитализма.
За первые 15 лет издания «Голос» получил 11 предостережений, 3 раза был приостановлен (в общем на 6 месяцев) и 11 раз был запрещаем в розничной продаже (в общем на 461 день). В дальнейшей его истории памятен 1881 год, когда он был приостановлен на полгода и когда попытка заменить его «Новой газетой» оказалась неудачной. «Новая газета» выходила от лица В. И. Модестова и просуществовала с 1 по 9 августа. Окончательно «Голос» прекратился в 1883 году, когда ему предстояло по окончании срока приостановки подчиниться на основании временных правил 1882 года предварительной цензуре.
Главнейшие сотрудники «Голоса»: Н. В. Альбертини, В. П. Безобразов, В. И. Модестов, Е. Л. Марков, Л. К. Панютин (Нил Адмирари), Г. К. Градовский (Гамма), А. Д. Градовский, В. Р. Зотов, Е. А. Краевский, В. Н. Леонтьев (помред), Л. А. Полонский, М. А. Загуляев, Г. А. Ларош, Ф. М. Толстой (Ростислав), В. В. Чуйко, П. И. Нечаев, А. И. Введенский, М. Л. Песковский, В. О. Михневич, С. П. Колошин, Н. П. Кильберг, В. Л. Ханкин и др.